# Вайдеєнь
Вайдеєнь, Вайдеєні (рум. Vaideeni) — село у повіті Вилча в Румунії. Адміністративний центр комуни Вайдеєнь.
Село розташоване на відстані 189 км на північний захід від Бухареста, 35 км на захід від Римніку-Вилчі, 94 км на північ від Крайови, 141 км на захід від Брашова.

## Населення
За даними перепису населення 2002 року у селі проживали 2708 осіб, усі — румуни. Усі жителі села рідною мовою назвали румунську.